# Nova Esperança do Sul
Nova Esperança do Sul is een gemeente in de Braziliaanse deelstaat Rio Grande do Sul. De gemeente telt 5.180 inwoners (schatting 2009).

## Aangrenzende gemeenten
De gemeente grenst aan Jaguari, Santiago en São Francisco de Assis.